# 가이 매딘
가이 매딘(Guy Maddin, CM, 1956년 2월 28일 ~ )은 캐나다의 영화 감독, 영화 각본가, 작가, 촬영감독, 영화 편집자이다.

## 작품 목록
- 김리 병원 이야기 (1988)
- 신비의 도시 아키엔젤 (1990)
- 조심 (1992)
- 황혼의 얼음 요정  (1997)
- 드라큘라의 춤 (2002)
- 겁쟁이는 무릎을 꿇는다 (2003)
- 이 세상에서 가장 슬픈 노래 (2003)
- 악몽의 섬 (2006)
- 나의 위니펙 (2007)
- 키홀 (2011)
- 금지된 방 (2015)
- 녹색 안개 (2017)
- 뜬소문 (2024)